# 田﨑津一
田﨑 津一（たさき しんいち）は、日本のゲームクリエイター、編集者。

## 概要
2000年にプログラマーとしてコナミ（現:コナミデジタルエンタテインメント）に入社。出版部門に異動し書籍の企画・編集に携わった後、『おおかみかくし』のディレクターを務めた。同作のTVアニメ版では企画協力としてクレジットされている。